# 萨尔索讷河畔库菲
萨尔索讷河畔库菲（法語：Couffy-sur-Sarsonne，法語發音：[kufi syʁ saʁsɔn]）是法国科雷兹省的一个市镇，属于于塞勒区。

## 地理
萨尔索讷河畔库菲（45°39'41"N, 2°19'43"E）面积14.05 平方千米，位于法国新阿基坦大区科雷兹省，该省份为法国中南部省份，北起上维埃纳省和克勒兹省，西接多爾多涅省，南至洛特省，东临多姆山省和康塔爾省。
与萨尔索讷河畔库菲接壤的市镇（或旧市镇、城区）包括：艾克斯、库尔泰、上拉马济耶尔、圣雷米、旧圣马夏尔。

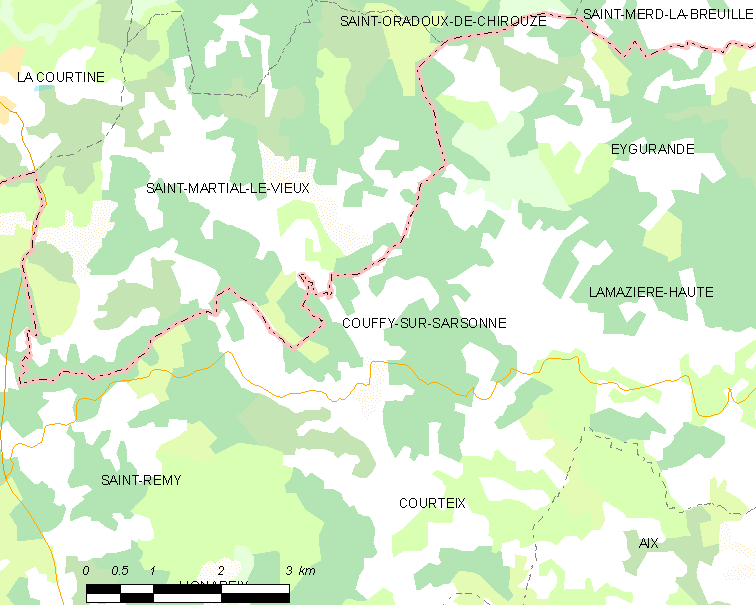
萨尔索讷河畔库菲的OSM定位图

萨尔索讷河畔库菲的时区为UTC+01:00、UTC+02:00（夏令时）。

## 行政
萨尔索讷河畔库菲的邮政编码为19340，INSEE市镇编码为19064。

## 政治
萨尔索讷河畔库菲所属的省级选区为于塞勒县。

## 人口

1962-2008年间萨尔索讷河畔库菲人口变化图示

萨尔索讷河畔库菲于2022年1月1日时的人口数量为71人。